# Arhipelagul Sulu

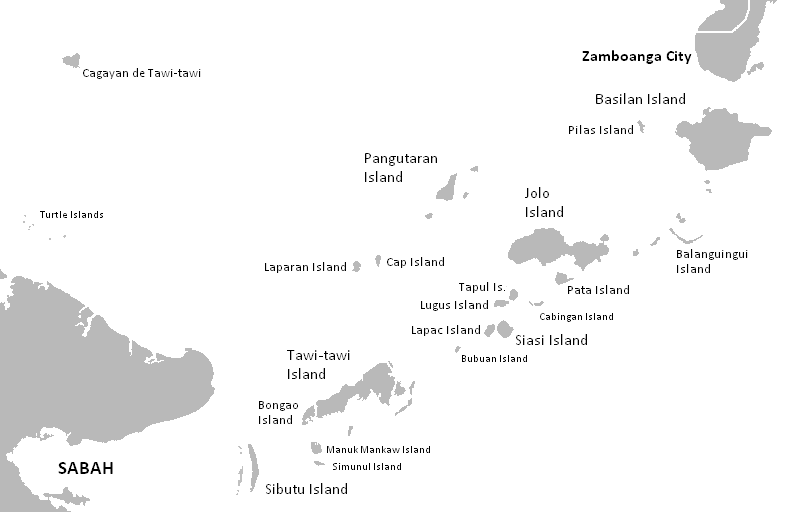
Harta Arhipelagului Sulu

Arhipelagul Sulu este un lanț de insule în sud-vestul Filipinelor. Rebelii independentiști locali consideră că acest arhipelag face parte din  Bangsamoro (țara poporului moro). 
În ciuda multor presupuneri, acest arhipelag nu este rămășița unei limbi de pământ care ar fi legat Borneo de Filipine. Mai degrabă este partea ieșită la suprafață a unui mic lanț montan submarin produs de mișcarea tectonică a fundului mării. Basilan, Jolo și alte insule din acest grup sunt conuri ale unor vulcani stinși din partea de sud a lanțului muntos. Tawi-Tawi, în partea de sud a grupului, este formată din serpentinit sub stratul de calcar de la suprafață. Acest lanț de insule reprezintă constituie o importantă rută pentru păsările migratoare. 
Cele mai mari orașe sau aglomerații urbane din regiune sunt Maimbung și Jolo din Arhipelagul Sulu. În regiunea din jurul argipelagului Sulu, localități cu o denistate a populației mai mare se găsesc în marea insulă Palawan aflată la nord de arhipelag (de cealaltă parte a Mării Sulu), în regiunea costieră a Peninsulei Zamboanga aflată în vestul insulei Mindanao (a doua insulă ca mărime din Filipine) și la est de arhipelagul Sulu și în partea de nord a insulei Borneo. Toate aceste localități au făcut parte din talasocrația Sultanatului Sulu. 
Arhipelagul este locul de baștină al mai multor grupuri etnice: Tausug, Jama Mapun și diverse ramuri ale grupului Sama cuprinzându-i pe semi-nomadicii Badjaw, pe Sama sendentari și stabiliți pe uscat și pe Yakan. Limba Tausug este vorbită extensiv in Arhipelagul Sulu atât ca limbă maternă cât și ca a doua limbă. Limba Yakan este vorbită în special în insula Basilan. Numeroase dialecte ale limbii Sinama sunt vorbite pe tot cuprinsul arhipelagului, de la grupul de insule din jurul insulei Tawi-Tawi, la grupul de insule din jurul insulei Mapun până la coasta insulei Mindanao și chiar mai departe.
Săpăturile arheologice efectuate în zona "Bolobok Cave" de pe insula Sanga-Sanga din provincia Tawi-Tawi au dus la descoperirea unor așezări umane vechi de aproximativ 4.000 de ani.

### Din 1587 până în 1889: De la începuturi până la sfârșitul dominației spaniole

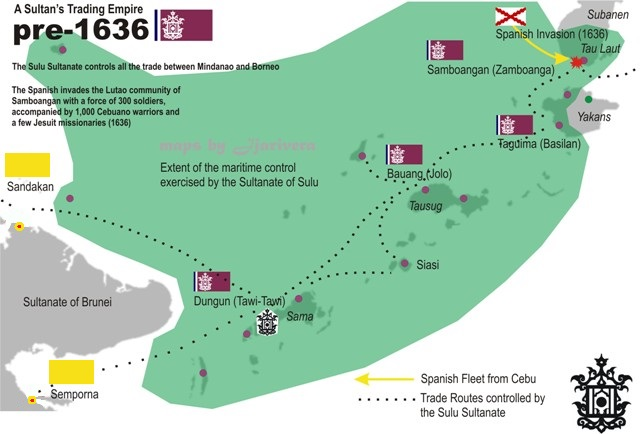
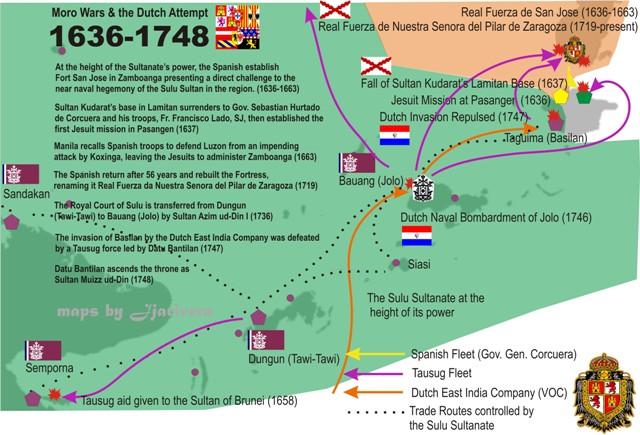
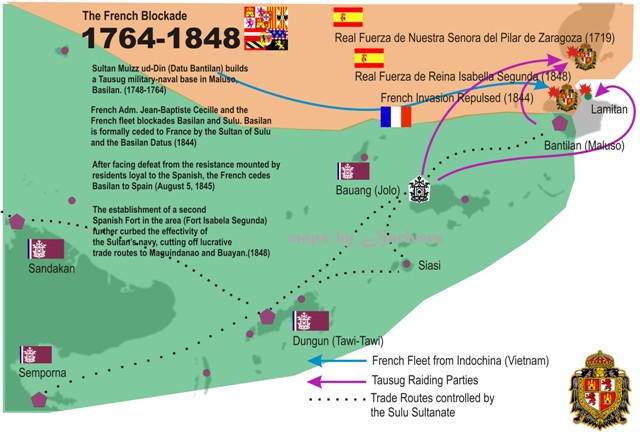
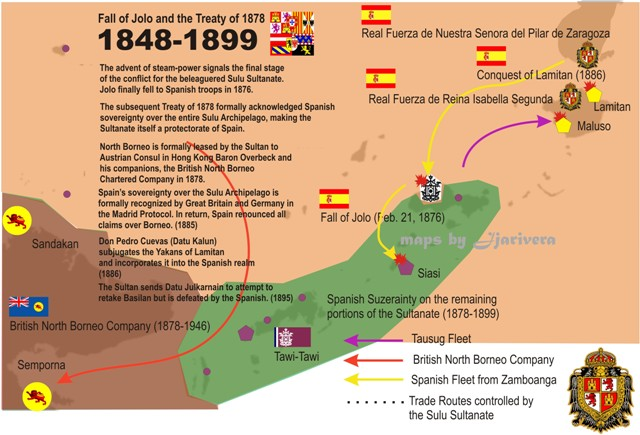

### Din 1899 până astăzi: protectoratul american și independența (1946)

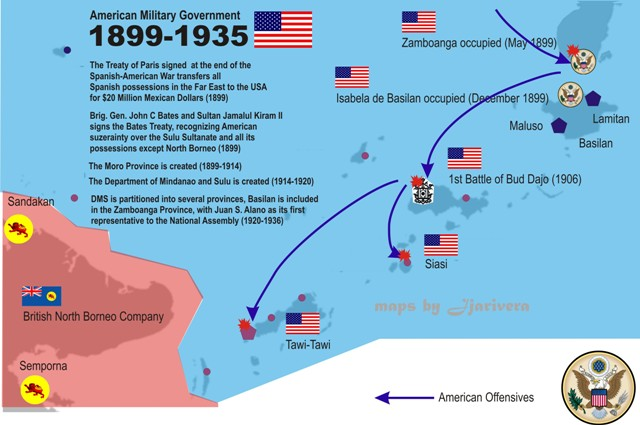
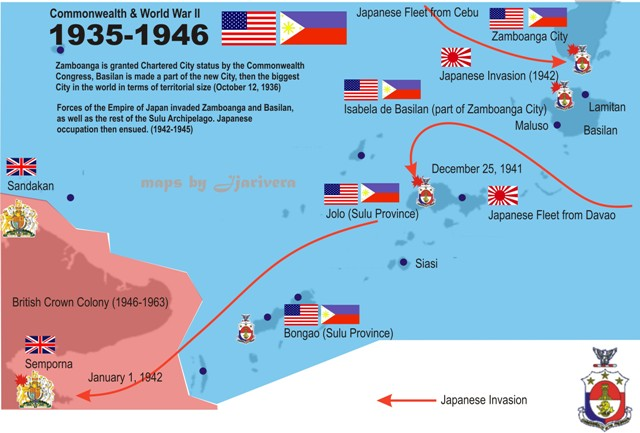
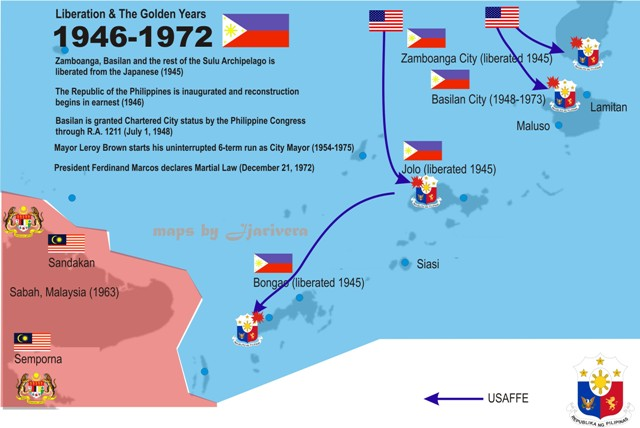
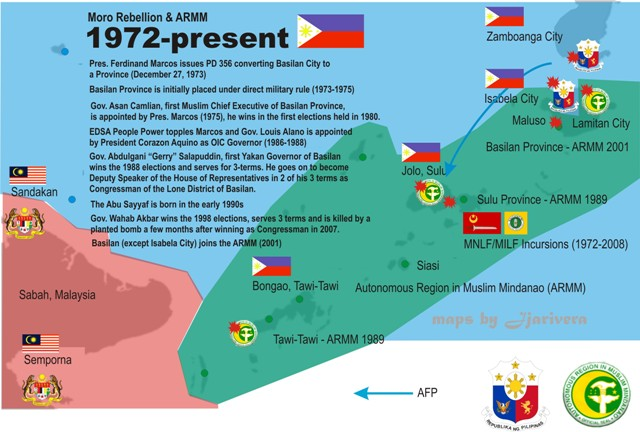